# Ali Al-Ghafiri
Ali Sultan Al-Ghafiri (ar. علي سلطان الغفيري; ur. w 1956) – omański strzelec, olimpijczyk. 
Brał udział w igrzyskach olimpijskich w 1984 (Los Angeles). Wystartował tylko w konkurencji pistoletu dowolnego z odl. 50 m, w której zajął ostatnie, 56. miejsce. 

## Wyniki olimpijskie
| Igrzyska | Konkurencja            | Wynik                           | Miejsce    | Źródło |
| -------- | ---------------------- | ------------------------------- | ---------- | ------ |
| IO 1984  | Pistolet dowolny, 50 m | 445 punktów (79-64-71-79-77-75) | 56 (na 56) | [ 1 ]  |